# Aéroport du comté de Santa Clara
L'aéroport du comté de Santa Clara (IATA: PAO, ICAO: KPAO, FAA LID: PAO) est un aéroport civil situé à proximité de la baie de San Francisco, à l'est de Palo Alto dans le comté de Santa Clara.

## Caractéristiques
Il dispose d'une piste goudronnée (13/31) de 745 m sur 21 m de large.
Plus de 200 appareils sont basés sur ce terrain, une majorité étant des mono-moteurs.

## Historique
L'aéroport a été ouvert en avril 1940, et utilisé comme un centre d'entrainement pour l'armée de l'air. C'est un aéroport à usage civil depuis décembre 1945.

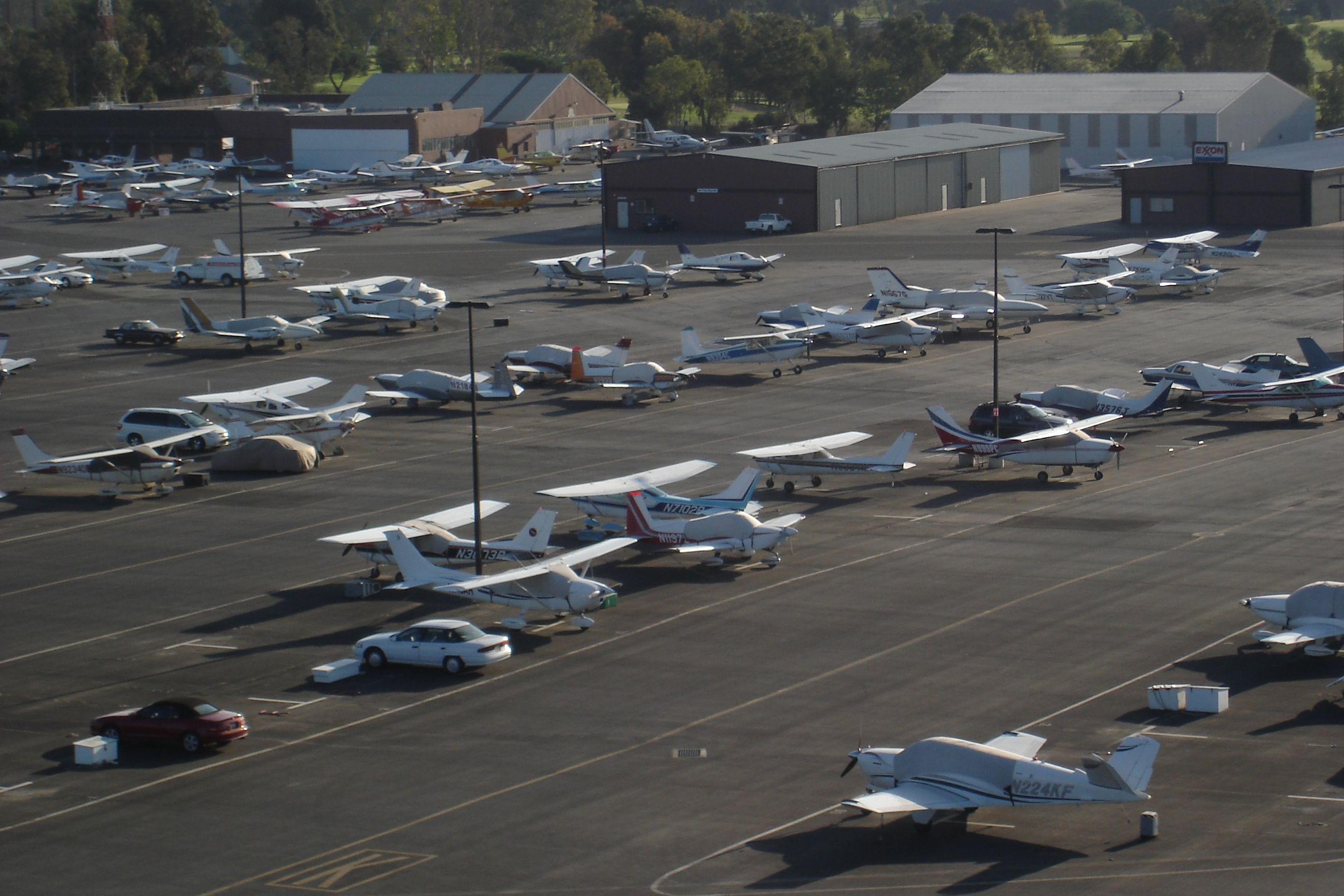
Vue du parking de l'aéroport